# Équipe de Belgique de hockey sur gazon en 2022
Maillots
Chronologie
Saison précédente Saison suivante
Du 12 février au 9 novembre 2022, l'équipe de Belgique de hockey sur gazon participe aux douze matchs restants de la Ligue professionnelle 2021-2022, et les 4 premiers matchs de la Ligue professionnelle 2022-2023.

## Objectifs
- De gagner la Ligue professionnelle 2021-2022.

## Résumé de la saison
Le 28 janvier 2022, 20 Red Lions se sont envolés au début de cette semaine pour un stage de deux semaines au Chili, avant de rejoindre l’Argentine pour y disputer deux rencontres de Pro League les 12 et 13 février. 3 joueurs rejoindront les 20 du week-end. Deux joueurs n'en font pas partie, Emmanuel Stockbroekx et Tom Boon, en raison de l'accouchement de sa femme Thaïs Smeekens.
Le 12 février 2022, pour leur retour aux affaires en Pro League, les champions olympiques avaient la ferme intention d’entamer 2022 avec un premier succès face à l’Argentine pour effacer leur dernière prestation décevante face aux Pays-Bas. Mais les Belges étaient également bien conscients que ce premier duel de l’année ne serait pas simple à négocier après le stage intensif au Chili, face à un adversaire en pleine forme après les Jeux panaméricains. Cette rencontre est perdue (2-1). Le lendemain, à la suite de leur défaite de samedi, les joueurs belges voulaient corriger le tir lors de leurs retrouvailles avec les Leones. Mais contrairement à la veille, les Lions débutaient les échanges avec beaucoup plus d’agressivité et d’envie. Cette rencontre est gagnée (0-2).
Le 19 mai 2022, pour le grand retour de la Pro League dans notre pays, Michel van den Heuvel a dû composer pour constituer son noyau de 18 joueurs pour les 2 duels face à l’Espagne (20h30). Les Red Lions aligneront, effectivement, une équipe inédite avec plusieurs nouveaux visages puisque le groupe est décimé par les blessures (Antoine Kina, Loïck Luypaert, Cédric Charlier ou Florent van Aubel) et privés de quatre éléments évoluant en Hoofdklasse (Arthur Van Doren, Alexander Hendrickx, Sébastien Dockier et Nicolas Poncelet). Une belle occasion donc pour trois U21 (Nelson Onana, Guillermo Hainaut et Arno van Dessel) d’effectuer leurs grands débuts internationaux en Pro League ou même en A pour les deux derniers, eux qui s’entrainent déjà depuis 3 semaines avec le groupe.
Le 20 mai 2022, avec les très nombreux absents (Arthur Van Doren, Alexander Hendrickx, Florent van Aubel, Cédric Charlier, Sébastien Dockier, Antoine Kina ou Loïck Luypaert) dans le camp belge pour cette reprise de la Pro League face à l’Espagne, les supporters étaient curieux de voir quel visage afficherait les Red Lions pour ce premier duel international. Cette rencontre est remportée aux shoots-outs (3-2) après le partage en temps réglementaire (3-3). Le lendemain, après avoir dû cravacher ferme, vendredi soir, pour recoller au score face à l’Espagne (3-3), les joueurs belges avaient bien l’intention d’aborder cette seconde rencontre avec de toutes autres intentions. Et c’est ce qu’ils ont fait en proposant une prestation bien plus à la hauteur de leur 2e place mondiale. Avec un groupe inchangé (et donc toujours 8 absents), à l’exception de Loic Van Doren qui prenait la place de Vincent Vanasch dans les buts, les Lions n’ont pas trainé pour prendre les devants. Cette rencontre est gagnée (5-1).
Le 27 mai 2022, le sélectionneur national a annoncé, ce matin, à 11 heures, son groupe pour la double confrontation de Pro League face à la France (18h00), à Anvers. Un noyau dans lequel on retrouve Nicolas Poncelet, absent en raison de la participation d’Amsterdam aux playoffs, le week-end dernier, Cédric Charlier, qui était malade, Thibeau Stockbroekx et Simon Vandenbroucke comme 2e gardien. Quatre arrivées et donc 4 absences : Nicolas de Kerpel, Guillermo Hainaut, Nelson Onana et Vincent Vanasch (qui dispute les quarts de finale du championnat allemand avec le Rot Weiss Cologne). Enfin, toujours pas de retour donc pour Florent van Aubel qui récupère toujours de sa commotion cérébrale.
Le 28 mai 2022, pour cette nouvelle étape de la Pro League, à Anvers, face à la 11e nation mondiale, Michel van den Heuvel avait quelque peu modifié son effectif en faisant rentrer 4 joueurs dans son groupe (Cédric Charlier, Nicolas Poncelet, Thibeau Stockbroekx et Simon Vandenbroucke). Cette rencontre a été gagnée (2-1) sans inspiration. Le lendemain, pour ce second rendez-vous du week-end avec la France, en Pro League, les joueurs belges avaient à cœur de corriger le tir après la prestation moyenne de samedi malgré la victoire (2-1). Avec un groupe inchangé (Simon Vandenbroucke, malade, n’était pas remplacé dans les 18), cette rencontre est remportée (3-1) avec une équipe belge bien plus convaincante.
Le 7 juin 2022, Après leurs 2 succès face à la France, les champions olympiques voulaient poursuivre sur leur lancée face à l’adversaire le plus faible de la compétition en Pro League. Et pour cette 11e rencontre du tournoi mondial, Michel van den Heuvel récupérait plusieurs de ses cadres – Arthur van Doren, Alexander Hendrickx, Sébastien Dockier mais aussi Florent van Aubel, enfin de retour aux affaires après sa commotion cérébrale – mais il se passait des services de Vincent Vanasch, laissé au repos après son 2e titre de champion conquis, ce dimanche, avec le Rot Weiss Cologne. Cette rencontre est remportée (5-0) sans forcer. Le lendemain, après leur bonne première prestation face aux Sud-Africains (5-0), mardi, les hommes de Michel van den Heuvel voulaient remettre le couvert lors de ce second duel. Cette rencontre est gagnée (4-2).
Le 11 juin 2022, ce premier duel face à la 4e nation mondiale constituait une véritable test dans cette Pro League pour les protégés de Michel van den Heuvel. Un match important face à un adversaire de très grande qualité pour évaluer le travail et les progrès effectués durant ces dernières semaines. Cette rencontre est perdue aux shoots-outs (4-5) après le partage en temps réglementaire (3-3). Le lendemain, le stade temporaire de la Wilrijkse Plein était de nouveau plein à craquer (2.500 spectateurs) pour ce second duel entre 2 des meilleures nations actuelles de la planète hockey. Après la déception de la veille et le retour indien dans les dernières minutes (3-3 et point bonus pour les visiteurs), les champions olympiques avaient bien l’intention de prendre les 3 points lors de leur 14e duel de la saison. Mais sans Arthur van Doren (entorse à la cheville et Pro League terminée), Michel van den Heuvel devait un peu remanier son effectif avec le retour de William Ghislain dans le groupe. Cette rencontre est remportée (3-2) avec une montée en puissance.
Le 18 juin 2022, pour leurs derniers devoirs en Pro League, les joueurs belges affrontaient l’Angleterre avec la volonté de clore cette 3e saison de la compétition mondiale avec 2 nouveaux succès. Toujours privés d’Arthur van Doren, Antoine Kina et Loick Luypaert, les hommes de Michel van den Heuvel prenaient l’initiative dans ce premier duel du week-end dans un Lee Valley Stadium bien rempli malgré le temps maussade et frais sur Londres, en ce milieu d’après-midi. Cette rencontre est perdue aux shoots-outs (3-0) après le partage en temps réglementaire (2-2). Le lendemain, c’est avec le couteau entre les dents et beaucoup d’envie que les champions olympiques ont abordé leur toute dernière rencontre de cette 3e saison de Pro League. En effet, le partage (2-2) de samedi restait un peu en travers de la gorge de certains après une prestation bonne dans l’ensemble mais pas suffisant performante surtout en termes de finition. Cette rencontre est remportée (0-5) en terminant la compétition avec panache.
Le 8 septembre 2022, les joueurs belges connaissent leurs adversaires pour la phase de groupe de la prochaine Coupe du monde qui se déroulera à Bhubaneswar et Rourkela, en Inde, du 13 au 29 janvier 2023. Les Red Lions, 2e au classement mondial, ont été versés dans la poule B aux côtés de l’Allemagne (FIH 4), de la Corée du Sud (FIH 12) et du Japon (FIH 17). Un tirage au sort qui aurait certainement pu être un peu plus clément.
Le 25 octobre 2022, le sélectionneur national, Michel van den Heuvel, a annoncé, ce mardi, sa sélection pour les 4 rencontres de Pro League que les Red Lions disputeront à Mendoza, en Argentine, à partir du 5 novembre prochain (face à l’Allemagne et à l’Argentine). Un groupe dans lequel on note les absences de Nicolas Poncelet (de retour à la compétition avec Amsterdam depuis seulement 2 semaines), de Nelson Onana (qui se consacrera donc à la préparation des Indoor Red Lions), de Tommy Willems, de William Ghislain et de Simon Vandenbroucke. Deux « jeunes » figurent tout de même dans la liste des 22 avec la présence d’Arno van Dessel et de Maxime van Oost.
Le 4 novembre 2022, après plus de 5 mois sans compétition internationale, ce retour à la Pro League constituait un test des plus intéressants pour un groupe qui a entamé la dernière ligne droite de sa préparation pour la Coupe du monde qui se déroulera, en Inde, en janvier prochain. Cette rencontre est perdue (3-2) avec une équipe belge toujours en rodage. Deux jours plus tard, l’entame de Pro League est compliqué pour les joueurs belges même si les résultats ne seront certainement pas la chose essentielle à retirer de ce périple de 2 semaines en Amérique du Sud. Une nouvelle défaite face à l’équipe locale (2-1), à Mendoza, qui offrira de multiples informations à Michel van den Heuvel dont toutes les pensées sont naturellement tournées vers la Coupe du monde, programmée en Inde, en janvier prochain. Le lendemain, l’objectif était simple pour les protégés de Michel van den Heuvel pour ce 3e rendez-vous en terres argentines. Ils visaient une première victoire dans la compétition mais surtout ils affichaient l’envie de proposer une prestation complète et appliquée face à l’Allemagne (face à qui ils s’étaient inclinés lors de leur premier duel) après 2 rencontres pas suffisamment solides et précises à tous les niveaux. Cette rencontre est gagnée (1-0). Deux jours plus tard, après 2 défaites lors des 2 premières sorties en Amérique du Sud, les Lions ont parfaitement redressé la barre en s’imposant, lundi, face à l’Allemagne (1-0), et hier soir, face à l’Argentine (2-4). Une prestation bien plus consistante qui confirme que le groupe a pu tirer des nombreuses informations récoltées lors des 3 premières rencontres de cette nouvelle saison de Pro League.
Le 11 novembre 2022, la Fédération européenne vient de confirmer les poules basées sur le classement mondial de septembre 2022 ainsi que le programme du Championnat d’Europe qui se déroulera, du 18 au 27 août prochain, à Mönchengladbach, en Allemagne. Les Red Lions, affronteront, l’Angleterre, l’Espagne et l’Autriche dans la poule A.
Le 5 décembre 2022, fin du suspense avec l’annonce, en début d’après-midi, de la sélection de Michel van den Heuvel qui a donc tranché et choisi ses 18 joueurs – ainsi que ses 2 réserves – pour la Coupe du monde qui débutera le 14 janvier prochain, à Bhubaneswar, face à la Corée du Sud. Une annonce qui lance la dernière ligne droite de la préparation pour le tournoi mondial puisque les Red Lions rejoindront Cadix, dès ce mardi pour un stage de 15 jours sous le soleil andalous. Comme attendu, le Néerlandais a fait le choix de la continuité en misant sur l’expérience puisqu’il a repris son groupe habituel en laissant sur le côté, Emmanuel Stockbroekx (qui a connu un premier tour de championnat compliqué et qui n’a toujours pas retrouvé son meilleur niveau) et Arno van Dessel (seulement 19 ans et pas encore suffisamment prêt pour son premier grand tournoi. Les réserves seront donc Thibeau Stockbroekx et Maxime van Oost.

## Bilan de la saison
L'équipe belge:
- a remporté la médaille d'argent à la Ligue professionnelle 2021-2022

### Ligue professionnelle 2021-2022
| Rang               | Équipe         | J  | V  | N | SO | P  | BP | BC | +/- | Pts | Classement mondial FIH | Classement mondial FIH | Classement mondial FIH |
| Rang               | Équipe         | J  | V  | N | SO | P  | BP | BC | +/- | Pts | Avant                  | Après                  | +/-                    |
| ------------------ | -------------- | -- | -- | - | -- | -- | -- | -- | --- | --- | ---------------------- | ---------------------- | ---------------------- |
| Médaille d'or      | Pays-Bas       | 16 | 12 | 3 | 3  | 1  | 61 | 28 | +33 | 42  | 4                      | 3                      | +1                     |
| Médaille d'argent  | Belgique T     | 16 | 10 | 4 | 1  | 2  | 52 | 25 | +27 | 35  | 1                      | 2                      | -1                     |
| Médaille de bronze | Inde           | 16 | 8  | 4 | 2  | 4  | 62 | 40 | +22 | 30  | 3                      | 5                      | -2                     |
| 4                  | Allemagne      | 16 | 8  | 2 | 2  | 6  | 40 | 36 | +4  | 28  | 5                      | 4                      | +1                     |
| 5                  | Argentine      | 16 | 6  | 4 | 3  | 6  | 31 | 35 | -4  | 25  | 7                      | 7                      | 0                      |
| 6                  | Angleterre     | 16 | 7  | 2 | 1  | 7  | 40 | 41 | -1  | 24  | 6                      | 6                      | 0                      |
| 7                  | Espagne        | 16 | 5  | 3 | 0  | 8  | 36 | 43 | -7  | 18  | 9                      | 8                      | +1                     |
| 8                  | France         | 16 | 4  | 1 | 0  | 11 | 31 | 46 | -15 | 13  | 13                     | 11                     | +2                     |
| 9                  | Afrique du Sud | 16 | 0  | 1 | 0  | 15 | 23 | 82 | -59 | 1   | 12                     | 16                     | -4                     |

### Ligue professionnelle 2022-2023
| Rang               | Équipe           | J | V | N | SO | P | BP | BC | +/- | Pts | Classement mondial FIH | Classement mondial FIH | Classement mondial FIH |
| Rang               | Équipe           | J | V | N | SO | P | BP | BC | +/- | Pts | Avant                  | Après                  | +/-                    |
| ------------------ | ---------------- | - | - | - | -- | - | -- | -- | --- | --- | ---------------------- | ---------------------- | ---------------------- |
| Médaille d'or      | Grande-Bretagne  | 4 | 1 | 3 | 3  | 0 | 7  | 4  | +3  | 9   | 6                      | 5                      | +1                     |
| Médaille d'argent  | Inde             | 4 | 2 | 1 | 1  | 1 | 15 | 12 | +3  | 8   | 5                      | 6                      | -1                     |
| Médaille de bronze | Allemagne        | 4 | 2 | 1 | 1  | 1 | 8  | 5  | +3  | 8   | 4                      | 4                      | 0                      |
| 4                  | Espagne          | 4 | 2 | 2 | 0  | 0 | 9  | 7  | +2  | 8   | 8                      | 8                      | 0                      |
| 5                  | Argentine        | 8 | 1 | 4 | 1  | 3 | 13 | 19 | -6  | 8   | 7                      | 7                      | 0                      |
| 6                  | Belgique         | 4 | 2 | 0 | 0  | 2 | 8  | 7  | +1  | 6   | 2                      | 2                      | 0                      |
| 7                  | Pays-Bas T       | 4 | 1 | 2 | 0  | 1 | 7  | 8  | -1  | 5   | 3                      | 3                      | 0                      |
| 8                  | Nouvelle-Zélande | 4 | 0 | 1 | 1  | 3 | 10 | 15 | -5  | 2   | 9                      | 9                      | 0                      |
| 9                  | Australie        | 0 | 0 | 0 | 0  | 0 | 0  | 0  | 0   | 0   | 1                      | 1                      | 0                      |

|  | Nation reléguée à la Coupe des nations 2023-2024 |

### Classement mondial FIH (Top 10)
| Classement | Équipe           | Score total (19 déc. 2022) | Points précédents (23 déc. 2021) | Évolution | Position        |
| ---------- | ---------------- | -------------------------- | -------------------------------- | --------- | --------------- |
| 1          | Australie        | 3054                       | 2642                             | +412      | en stagnation   |
| 2          | Belgique         | 2858                       | 2632                             | +226      | en stagnation   |
| 3          | Pays-Bas         | 2723                       | 2234                             | 488.35    | en augmentation |
| 4          | Allemagne        | 2623                       | 2039                             | +584      | en augmentation |
| 5          | Angleterre       | 2498                       | 1991                             | +507      | en augmentation |
| 6          | Inde             | 2486                       | 2296                             | +190      | en diminution   |
| 7          | Argentine        | 2246                       | 1826                             | +420      | en stagnation   |
| 8          | Espagne          | 2120                       | 1532                             | +588      | en augmentation |
| 9          | Nouvelle-Zélande | 1918                       | 1598                             | +320      | en diminution   |
| 10         | Corée du Sud     | 1853                       | 1119                             | +734      | en augmentation |

## Composition
La composition suivante de la Belgique.
Entraîneur :  Michel van den Heuvel
| Numéro | Joueur                   | Date de naissance | Âge | Sélections |
| ------ | ------------------------ | ----------------- | --- | ---------- |
| 1      | Simon Vandenbroucke (GB) | 6 juin 1999       | 22  | 4          |
| 2      | Loic van Doren (GB)      | 14 septembre 1996 | 25  | 32         |
| 3      | Thibeau Stockbroekx      | 20 juillet 2000   | 21  | 8          |
| 4      | Arthur van Doren         | 1er octobre 1994  | 27  | 208        |
| 5      | Nicolas Poncelet         | 19 septembre 1996 | 25  | 22         |
| 7      | John-John Dohmen         | 24 janvier 1988   | 34  | 420        |
| 8      | Florent van Aubel        | 25 octobre 1991   | 30  | 256        |
| 9      | Sébastien Dockier        | 28 décembre 1989  | 32  | 220        |
| 10     | Cédric Charlier          | 27 novembre 1987  | 34  | 340        |
| 11     | Tommy Willems            | 13 avril 1997     | 24  | 8          |
| 12     | Gauthier Boccard         | 26 août 1991      | 30  | 245        |
| 13     | Nicolas de Kerpel        | 23 mars 1993      | 28  | 81         |
| 14     | Augustin Meurmans        | 29 mai 1997       | 24  | 74         |
| 15     | Emmanuel Stockbroekx     | 23 décembre 1993  | 28  | 163        |
| 16     | Alexander Hendrickx      | 6 août 1993       | 28  | 151        |
| 17     | Guillermo Hainaut        | 8 juin 2002       | 19  | 0          |
| 19     | Félix Denayer (C)        | 31 janvier 1990   | 31  | 346        |
| 20     | William Ghislain         | 28 juillet 1999   | 22  | 9          |
| 21     | Vincent Vanasch (GB)     | 21 décembre 1987  | 34  | 253        |
| 22     | Simon Gougnard           | 17 janvier 1991   | 31  | 301        |
| 23     | Arthur de Sloover        | 3 mai 1997        | 24  | 108        |
| 24     | Antoine Kina             | 13 février 1996   | 25  | 89         |
| 25     | Loïck Luypaert           | 19 août 1991      | 30  | 265        |
| 26     | Victor Wegnez            | 25 décembre 1995  | 25  | 113        |
| 27     | Tom Boon                 | 25 janvier 1990   | 32  | 311        |
| 28     | Tobias Biekens           | 2 janvier 2001    | 21  | 2          |
| 29     | Maxime van Oost          | 2 décembre 1999   | 22  | 6          |
| 30     | Nelson Onana             | 1er mars 2000     | 21  | 2          |
| 31     | Arno van Dessel          | 3 juillet 2003    | 18  | 0          |
| 32     | Tanguy Cosyns            | 29 juin 1991      | 30  | 144        |
| 33     | Jeremy Wilbers           | 6 novembre 2001   | 20  | 0          |
| 34     | Augustin Raemdonck       | 9 décembre 2001   | 20  | 0          |
| 35     | Dylan Englebert          | 20 avril 2000     | 21  | 1          |
| 40     | Roman Duvekot            | 21 juin 2000      | 21  | 1          |
| 41     | Guillaume van Marcke     | 28 décembre 1999  | 22  | 1          |
| 42     | Pierre de Gratie (GB)    | 31 mai 2001       | 20  | 0          |
| 43     | Boris Feldheim (GB)      | 1er avril 2002    | 19  | 0          |
| 44     | Thomas Crols             | 11 septembre 2003 | 18  | 0          |

## Les matchs

### Ligue professionnelle 2021-2022
| Match 12              | Argentine                | 2 - 1   | Belgique    | CeNARD, Buenos Aires                                                          |                                                                               |
| 12 février 2022 19h00 | Bugallo 7e · Casella 58e | (1 - 1) | 10e Dockier | Arbitrage : Diego Barbas Germán Montes de Oca Arbitre vidéo : Irene Presenqui | Arbitrage : Diego Barbas Germán Montes de Oca Arbitre vidéo : Irene Presenqui |
| 12 février 2022 19h00 | Rapport                  |         |             | Arbitrage : Diego Barbas Germán Montes de Oca Arbitre vidéo : Irene Presenqui | Arbitrage : Diego Barbas Germán Montes de Oca Arbitre vidéo : Irene Presenqui |

| Match 15              | Argentine | 0 - 2   | Belgique                     | CeNARD, Buenos Aires                                                             |                                                                                  |
| 13 février 2022 19h00 |           | (0 - 1) | 15e Hendrickx · 55e Luypaert | Arbitrage : Diego Barbas Germán Montes de Oca Arbitre vidéo : Catalina Montesino | Arbitrage : Diego Barbas Germán Montes de Oca Arbitre vidéo : Catalina Montesino |
| 13 février 2022 19h00 | Rapport   |         |                              | Arbitrage : Diego Barbas Germán Montes de Oca Arbitre vidéo : Catalina Montesino | Arbitrage : Diego Barbas Germán Montes de Oca Arbitre vidéo : Catalina Montesino |

| Match 45          | Belgique                                          | 3 - 3             | Espagne                                      | Wilrijkse Plein, Anvers                                              |                                                                      |
| 20 mai 2022 20h30 | Dohmen 40e · Boon 48e, 56e                        | (0 - 1)           | 16e Reyné · 39e Miralles · 41e Iglesias      | Arbitrage : Christian Blasch Dan Barstow Arbitre vidéo : Ivona Makar | Arbitrage : Christian Blasch Dan Barstow Arbitre vidéo : Ivona Makar |
| 20 mai 2022 20h30 | Rapport                                           |                   |                                              | Arbitrage : Christian Blasch Dan Barstow Arbitre vidéo : Ivona Makar | Arbitrage : Christian Blasch Dan Barstow Arbitre vidéo : Ivona Makar |
| 20 mai 2022 20h30 | Boccard · De Sloover · Gougnard · Wegnez · Cosyns | Tirs au but 3 - 2 | Gispert · Menini · Miralles · Reyné · Clapés | Arbitrage : Christian Blasch Dan Barstow Arbitre vidéo : Ivona Makar | Arbitrage : Christian Blasch Dan Barstow Arbitre vidéo : Ivona Makar |

| Match 48          | Belgique                                   | 5 - 1   | Espagne       | Wilrijkse Plein, Anvers                                               |                                                                       |
| 21 mai 2022 20h30 | Boon 7e, 28e, 35e · Onana 15e · Cosyns 57e | (3 - 0) | 59e Rodríguez | Arbitrage : Christian Blasch Dan Barstow Arbitre vidéo : Sarah Wilson | Arbitrage : Christian Blasch Dan Barstow Arbitre vidéo : Sarah Wilson |
| 21 mai 2022 20h30 | Rapport                                    |         |               | Arbitrage : Christian Blasch Dan Barstow Arbitre vidéo : Sarah Wilson | Arbitrage : Christian Blasch Dan Barstow Arbitre vidéo : Sarah Wilson |

| Match 52          | Belgique                  | 2 - 1   | France      | Wilrijkse Plein, Anvers                                                         |                                                                                 |
| 28 mai 2022 18h00 | Cosyns 24e · Charlier 44e | (1 - 0) | 60e Charlet | Arbitrage : Sébastien Michielsen Christian Blasch Arbitre vidéo : Jakub Mejzlik | Arbitrage : Sébastien Michielsen Christian Blasch Arbitre vidéo : Jakub Mejzlik |
| 28 mai 2022 18h00 | Rapport                   |         |             | Arbitrage : Sébastien Michielsen Christian Blasch Arbitre vidéo : Jakub Mejzlik | Arbitrage : Sébastien Michielsen Christian Blasch Arbitre vidéo : Jakub Mejzlik |

| Match 54          | Belgique                    | 3 - 1   | France         | Wilrijkse Plein, Anvers                                                         |                                                                                 |
| 29 mai 2022 18h00 | Charlier 9e · Boon 18e, 23e | (3 - 1) | 15e T. Clément | Arbitrage : Christian Blasch Jakub Mejzlik Arbitre vidéo : Sébastien Michielsen | Arbitrage : Christian Blasch Jakub Mejzlik Arbitre vidéo : Sébastien Michielsen |
| 29 mai 2022 18h00 | Rapport                     |         |                | Arbitrage : Christian Blasch Jakub Mejzlik Arbitre vidéo : Sébastien Michielsen | Arbitrage : Christian Blasch Jakub Mejzlik Arbitre vidéo : Sébastien Michielsen |

| Match 61          | Belgique                                          | 5 - 0   | Afrique du Sud | Wilrijkse Plein, Anvers                                                          |                                                                                  |
| 7 juin 2022 18h00 | De Kerpel 5e · Boon 26e, 40e, 48e · Hendrickx 42e | (2 - 0) |                | Arbitrage : Coen van Bunge David Tomlinson Arbitre vidéo : Céline Martin-Schmets | Arbitrage : Coen van Bunge David Tomlinson Arbitre vidéo : Céline Martin-Schmets |
| 7 juin 2022 18h00 | Rapport                                           |         |                | Arbitrage : Coen van Bunge David Tomlinson Arbitre vidéo : Céline Martin-Schmets | Arbitrage : Coen van Bunge David Tomlinson Arbitre vidéo : Céline Martin-Schmets |

| Match 62          | Belgique                                 | 4 - 2   | Afrique du Sud    | Wilrijkse Plein, Anvers                                                 |                                                                         |
| 8 juin 2022 18h00 | Onana 7e · Van Aubel 37e · Boon 40e, 45e | (1 - 1) | 2e, 49e Beauchamp | Arbitrage : Coen van Bunge David Tomlinson Arbitre vidéo : Liu Xiaoying | Arbitrage : Coen van Bunge David Tomlinson Arbitre vidéo : Liu Xiaoying |
| 8 juin 2022 18h00 | Rapport                                  |         |                   | Arbitrage : Coen van Bunge David Tomlinson Arbitre vidéo : Liu Xiaoying | Arbitrage : Coen van Bunge David Tomlinson Arbitre vidéo : Liu Xiaoying |

| Match 63           | Belgique                                             | 3 - 3             | Inde                                                  | Wilrijkse Plein, Anvers                                                    |                                                                            |
| 11 juin 2022 16h30 | Charlier 21e · Gougnard 36e · De Kerpel 51e          | (1 - 1)           | 18e Shamsher · 52e Harmanpreet · 58e Jarmanpreet      | Arbitrage : Coen van Bunge David Tomlinson Arbitre vidéo : Hannah Harrison | Arbitrage : Coen van Bunge David Tomlinson Arbitre vidéo : Hannah Harrison |
| 11 juin 2022 16h30 | Rapport                                              |                   |                                                       | Arbitrage : Coen van Bunge David Tomlinson Arbitre vidéo : Hannah Harrison | Arbitrage : Coen van Bunge David Tomlinson Arbitre vidéo : Hannah Harrison |
| 11 juin 2022 16h30 | Boccard · Cosyns · Gougnard · De Sloover · De Kerpel | Tirs au but 4 - 5 | Harmanpreet · Abhishek · Lalit · Shamsher · Akashdeep | Arbitrage : Coen van Bunge David Tomlinson Arbitre vidéo : Hannah Harrison | Arbitrage : Coen van Bunge David Tomlinson Arbitre vidéo : Hannah Harrison |

| Match 66           | Belgique                           | 3 - 2   | Inde                       | Wilrijkse Plein, Anvers                                                     |                                                                             |
| 12 juin 2022 16h30 | De Kerpel 33e · Hendrickx 49e, 59e | (0 - 1) | 25e Abhishek · 60e Mandeep | Arbitrage : Coen van Bunge David Tomlinson Arbitre vidéo : Michelle Meister | Arbitrage : Coen van Bunge David Tomlinson Arbitre vidéo : Michelle Meister |
| 12 juin 2022 16h30 | Rapport                            |         |                            | Arbitrage : Coen van Bunge David Tomlinson Arbitre vidéo : Michelle Meister | Arbitrage : Coen van Bunge David Tomlinson Arbitre vidéo : Michelle Meister |

| Match 68           | Angleterre              | 2 - 2             | Belgique                       | Lee Valley Hockey & Tennis Centre, Londres                              |                                                                         |
| 18 juin 2022 16h30 | Calnan 22e, 31e         | (1 - 0)           | 31e De Sloover · 60e Hendrickx | Arbitrage : Paul Walker Coen van Bunge Arbitre vidéo : Michelle Meister | Arbitrage : Paul Walker Coen van Bunge Arbitre vidéo : Michelle Meister |
| 18 juin 2022 16h30 | Rapport                 |                   |                                | Arbitrage : Paul Walker Coen van Bunge Arbitre vidéo : Michelle Meister | Arbitrage : Paul Walker Coen van Bunge Arbitre vidéo : Michelle Meister |
| 18 juin 2022 16h30 | Roper · Albery · Ansell | Tirs au but 3 - 0 | Boccard · De Sloover · Wegnez  | Arbitrage : Paul Walker Coen van Bunge Arbitre vidéo : Michelle Meister | Arbitrage : Paul Walker Coen van Bunge Arbitre vidéo : Michelle Meister |

| Match 70           | Angleterre | 0 - 5   | Belgique                                                | Lee Valley Hockey & Tennis Centre, Londres                               |                                                                          |
| 19 juin 2022 15h30 |            | (0 - 1) | 9e, 59e De Kerpel · 40e De Sloover · 57e, 59e Hendrickx | Arbitrage : Coen van Bunge Alison Keogh Arbitre vidéo : Michelle Meister | Arbitrage : Coen van Bunge Alison Keogh Arbitre vidéo : Michelle Meister |
| 19 juin 2022 15h30 | Rapport    |         |                                                         | Arbitrage : Coen van Bunge Alison Keogh Arbitre vidéo : Michelle Meister | Arbitrage : Coen van Bunge Alison Keogh Arbitre vidéo : Michelle Meister |

### Ligue professionnelle 2022-2023
| Match 5               | Belgique           | 2 - 3   | Allemagne                          | Mendoza, Argentine                                                 |                                                                    |
| 4 novembre 2022 21h40 | Hendrickx 12e, 36e | (1 - 2) | 6e, 30e Miltkau · 55e T. Grambusch | Arbitrage : Bruce Bale Tyler Klenk Arbitre vidéo : Federico Garcia | Arbitrage : Bruce Bale Tyler Klenk Arbitre vidéo : Federico Garcia |
| 4 novembre 2022 21h40 | Rapport            |         |                                    | Arbitrage : Bruce Bale Tyler Klenk Arbitre vidéo : Federico Garcia | Arbitrage : Bruce Bale Tyler Klenk Arbitre vidéo : Federico Garcia |

| Match 9               | Argentine                 | 2 - 1   | Belgique    | Mendoza, Argentine                                                     |                                                                        |
| 6 novembre 2022 21h40 | Vila 7e · Della Torre 55e | (1 - 1) | 3e Charlier | Arbitrage : Bruce Bale Rachel Williams Arbitre vidéo : Federico Garcia | Arbitrage : Bruce Bale Rachel Williams Arbitre vidéo : Federico Garcia |
| 6 novembre 2022 21h40 | Rapport                   |         |             | Arbitrage : Bruce Bale Rachel Williams Arbitre vidéo : Federico Garcia | Arbitrage : Bruce Bale Rachel Williams Arbitre vidéo : Federico Garcia |

| Match 10              | Belgique | 1 - 0   | Allemagne | Mendoza, Argentine                                                 |                                                                    |
| 7 novembre 2022 21h40 | Boon 51e | (0 - 0) |           | Arbitrage : Tyler Klenk Federico Garcia Arbitre vidéo : Bruce Bale | Arbitrage : Tyler Klenk Federico Garcia Arbitre vidéo : Bruce Bale |
| 7 novembre 2022 21h40 | Rapport  |         |           | Arbitrage : Tyler Klenk Federico Garcia Arbitre vidéo : Bruce Bale | Arbitrage : Tyler Klenk Federico Garcia Arbitre vidéo : Bruce Bale |

| Match 12              | Argentine              | 2 - 4   | Belgique                     | Mendoza, Argentine                                                 |                                                                    |
| 9 novembre 2022 21h40 | Vila 19e · Ferrero 59e | (1 - 2) | 13e, 29e, 37e, 55e Hendrickx | Arbitrage : Bruce Bale Tyler Klenk Arbitre vidéo : Rachel Williams | Arbitrage : Bruce Bale Tyler Klenk Arbitre vidéo : Rachel Williams |
| 9 novembre 2022 21h40 | Rapport                |         |                              | Arbitrage : Bruce Bale Tyler Klenk Arbitre vidéo : Rachel Williams | Arbitrage : Bruce Bale Tyler Klenk Arbitre vidéo : Rachel Williams |

## Les joueurs
| Joueurs | Joueurs                  | LP 2021-2022 | LP 2021-2022 | LP 2021-2022 | LP 2021-2022 | LP 2021-2022 | LP 2021-2022 | LP 2021-2022 | LP 2021-2022 | LP 2021-2022 | LP 2021-2022 | LP 2021-2022 | LP 2021-2022 | LP 2022-2023 | LP 2022-2023 | LP 2022-2023 | LP 2022-2023 | Matchs joués | Buts marqués |
| ------- | ------------------------ | ------------ | ------------ | ------------ | ------------ | ------------ | ------------ | ------------ | ------------ | ------------ | ------------ | ------------ | ------------ | ------------ | ------------ | ------------ | ------------ | ------------ | ------------ |
| 1       | Simon Vandenbroucke (GB) | NC           | NC           | NC           | NC           | NC           | NC           | NC           | NC           | NC           | NC           | NC           | NC           | NC           | NC           | NC           | NC           | 0            | 0            |
| 2       | Loic van Doren (GB)      | X            | X            | NC           | X            | X            | X            | X            | X            | X            | NC           | X            | NC           | NC           | NC           | X            | X            | 11           | 0            |
| 3       | Thibeau Stockbroekx      | NC           | 4            | NC           | NC           | 4            | 35           | NC           | NC           | NC           | NC           | NC           | 4            | NC           | 3            | NC           | NC           | 5            | 0            |
| 4       | Arthur van Doren         | X            | X            | NC           | NC           | NC           | NC           | X            | X            | X            | NC           | NC           | NC           | X            | X            | X            | X            | 9            | 0            |
| 5       | Nicolas Poncelet         | NC           | 4            | NC           | NC           | 3            | X            | X            | NC           | 5            | 7            | 7            | 6            | NC           | NC           | NC           | NC           | 8            | 0            |
| 7       | John-John Dohmen         | 3            | 4            | 3 ·          | 4            | 3            | 4            | 4            | 4            | 4            | 4            | 4            | 4            | 4            | 3            | 3            | 3            | 16           | 1            |
| 8       | Florent van Aubel        | 3            | 4            | NC           | NC           | NC           | NC           | 4            | 4 ·          | 4            | 4            | X            | X            | 3            | 3            | NC           | X            | 11           | 1            |
| 9       | Sébastien Dockier        | X ·          | X            | NC           | NC           | NC           | NC           | NC           | X            | 3            | 4            | 4            | X            | NC           | X            | 3            | 3            | 10           | 1            |
| 10      | Cédric Charlier          | X            | X            | NC           | NC           | X ·          | X ·          | X            | X            | X ·          | X            | X            | X            | X            | X ·          | X            | NC           | 13           | 3            |
| 11      | Tommy Willems            | 3            | NC           | 8            | 53           | 7            | 4            | NC           | NC           | NC           | NC           | NC           | NC           | NC           | NC           | NC           | NC           | 5            | 0            |
| 12      | Gauthier Boccard         | X            | X            | X            | X            | X            | X            | 4            | 4            | 4            | X            | X            | X            | X            | X            | 4            | 3            | 16           | 0            |
| 13      | Nicolas de Kerpel        | NC           | X            | X            | X            | NC           | NC           | X ·          | NC           | X ·          | X ·          | X            | X ·          | X            | NC           | X            | X            | 11           | 5            |
| 14      | Augustin Meurmans        | NC           | NC           | NC           | NC           | NC           | NC           | NC           | NC           | NC           | NC           | NC           | NC           | NC           | NC           | NC           | NC           | 0            | 0            |
| 15      | Emmanuel Stockbroekx     | NC           | NC           | X            | X            | X            | 4            | 5            | X            | X            | X            | X            | X            | 7            | NC           | X            | X            | 13           | 0            |
| 16      | Alexander Hendrickx      | X            | X ·          | NC           | NC           | NC           | NC           | X ·          | X            | X            | X ·          | X ·          | X ·          | X ·          | X            | X            | X ·          | 12           | 13           |
| 17      | Guillermo Hainaut        | NC           | NC           | 5            | 6            | NC           | NC           | NC           | NC           | NC           | NC           | NC           | NC           | NC           | NC           | NC           | NC           | 2            | 0            |
| 19      | Felix Denayer            | X            | 3            | X            | X            | X            | X            | X            | X            | X            | X            | X            | NC           | X            | X            | X            | X            | 15           | 0            |
| 20      | William Ghislain         | X            | NC           | 5            | 5            | 4            | 4            | NC           | NC           | NC           | 4            | NC           | NC           | NC           | NC           | NC           | NC           | 6            | 0            |
| 21      | Vincent Vanasch (GB)     | NC           | NC           | X            | NC           | NC           | NC           | NC           | NC           | NC           | X            | NC           | X            | X            | X            | NC           | NC           | 5            | 0            |
| 22      | Simon Gougnard           | X            | X            | X            | X            | X            | X            | X            | X            | X ·          | X            | X            | X            | 3            | 3            | 4            | 3            | 16           | 1            |
| 23      | Arthur de Sloover        | X            | X            | X            | X            | X            | X            | X            | X            | X            | X            | X ·          | X ·          | X            | X            | X            | X            | 16           | 2            |
| 24      | Antoine Kina             | 3            | X            | NC           | NC           | NC           | NC           | NC           | NC           | NC           | NC           | NC           | NC           | X            | X            | X            | X            | 6            | 0            |
| 25      | Loick Luypaert           | 3            | 4 ·          | NC           | NC           | NC           | NC           | NC           | NC           | NC           | NC           | NC           | NC           | 3            | 3            | 4            | 3            | 6            | 1            |
| 26      | Victor Wegnez            | X            | X            | X            | X            | X            | X            | X            | X            | X            | X            | X            | X            | X            | X            | X            | X            | 16           | 0            |
| 27      | Tom Boon                 | NC           | NC           | X ·          | X ·          | X            | X ·          | X ·          | X ·          | X            | X            | 4            | X            | X            | X            | X ·          | X            | 14           | 13           |
| 28      | Tobias Biekens           | NC           | NC           | NC           | NC           | NC           | NC           | NC           | NC           | NC           | NC           | NC           | NC           | NC           | NC           | NC           | NC           | 0            | 0            |
| 29      | Maxime van Oost          | NC           | NC           | X            | X            | X            | X            | NC           | 4            | NC           | NC           | 4            | 4            | NC           | 7            | NC           | NC           | 8            | 0            |
| 30      | Nelson Onana             | NC           | NC           | 5            | 4 ·          | NC           | NC           | NC           | 4 ·          | NC           | NC           | NC           | NC           | NC           | NC           | NC           | NC           | 3            | 2            |
| 31      | Arno van Dessel          | NC           | NC           | 5            | 4            | 3            | 4            | 5            | 4            | NC           | NC           | NC           | NC           | NC           | NC           | NC           | NC           | 6            | 0            |
| 32      | Tanguy Cosyns            | 3            | NC           | X            | X ·          | X ·          | X            | 4            | NC           | 3            | 4            | 7            | 3            | 4            | NC           | 3            | 3            | 13           | 2            |
| 33      | Jeremy Wilbers           | NC           | NC           | NC           | NC           | NC           | NC           | NC           | NC           | NC           | NC           | NC           | NC           | NC           | NC           | NC           | NC           | 0            | 0            |
| 34      | Augustin Raemdonck       | NC           | NC           | NC           | NC           | NC           | NC           | NC           | NC           | NC           | NC           | NC           | NC           | NC           | NC           | NC           | NC           | 0            | 0            |
| 35      | Dylan Englebert          | NC           | NC           | NC           | NC           | NC           | NC           | NC           | NC           | NC           | NC           | NC           | NC           | NC           | NC           | NC           | NC           | 0            | 0            |
| 40      | Roman Duvekot            | NC           | NC           | NC           | NC           | NC           | NC           | NC           | NC           | NC           | NC           | NC           | NC           | NC           | NC           | NC           | NC           | 0            | 0            |
| 41      | Guillaume van Marcke     | NC           | NC           | NC           | NC           | NC           | NC           | NC           | NC           | NC           | NC           | NC           | NC           | NC           | NC           | NC           | NC           | 0            | 0            |
| 42      | Pierre de Gratie (GB)    | NC           | NC           | NC           | NC           | NC           | NC           | NC           | NC           | NC           | NC           | NC           | NC           | NC           | NC           | NC           | NC           | 0            | 0            |
| 43      | Boris Feldheim (GB)      | NC           | NC           | NC           | NC           | NC           | NC           | NC           | NC           | NC           | NC           | NC           | NC           | NC           | NC           | NC           | NC           | 0            | 0            |
| 44      | Thomas Crols             | NC           | NC           | NC           | NC           | NC           | NC           | NC           | NC           | NC           | NC           | NC           | NC           | NC           | NC           | NC           | NC           | 0            | 0            |

Un « X » indique un joueur commence le match sur le terrain.